# Gabriel Tyr
Pour les articles homonymes, voir Tyr (homonymie).
Gabriel Tyr est un peintre français, né à Saint-Pal-de-Mons le 19 février 1817 et mort à Saint-Étienne le 16 février 1868. Issu du mouvement Nazaréen , il peint de nombreux tableaux religieux dont certains sont présentés à plusieurs occasions au Salon de Paris de 1850, 1855 et 1861 et à l’Exposition Universelle de 1855: L’Ancien et le Nouveau testament, L’Enfant enseignant, Le Christ Mort, L’Ange gardien, La Joueuse de Sistre. À partir de 1855, il répond à des commandes dans la région lyonnaise. Il réalise, en effet, de nombreux portraits à Lyon, Saint-Étienne, Le Puy-en-Velay et peint pour les églises de La Croix-Rousse et de Saint-Louis à Saint-Étienne. Élève de Victor Orsel, son travail est souvent assimilé au sien.

## Biographie
Né le 19 février 1817, Gabriel Tyr est l’enfant d’un maçon de Saint-Pal-de-Mons, dans la Haute-Loire. Malgré une enfance, probablement dans un milieu modeste, il entre en 1833 à l’École nationale supérieure des beaux-arts de Lyon, il a alors seize ans . Durant sa formation, il rencontre Eugène Gabon et Guillaume Bonnet (sculpteur) avec qui il reste ami. En 1837, le fruit de son travail est récompensé par l’obtention du Laurier d’or. La toile distinguée représente « un enfant endormi grandeur naturelle d’après le modèle vivant ». Par ce prix, Gabriel Tyr peut intégrer l’école des Beaux-Arts de Paris en étant l’élève de Victor Orsel. Gabriel Tyr collabore avec son maître sur son premier projet parisien : les fresques de l’église Notre-Dame-de-Lorette, influencées par les Nazaréens.

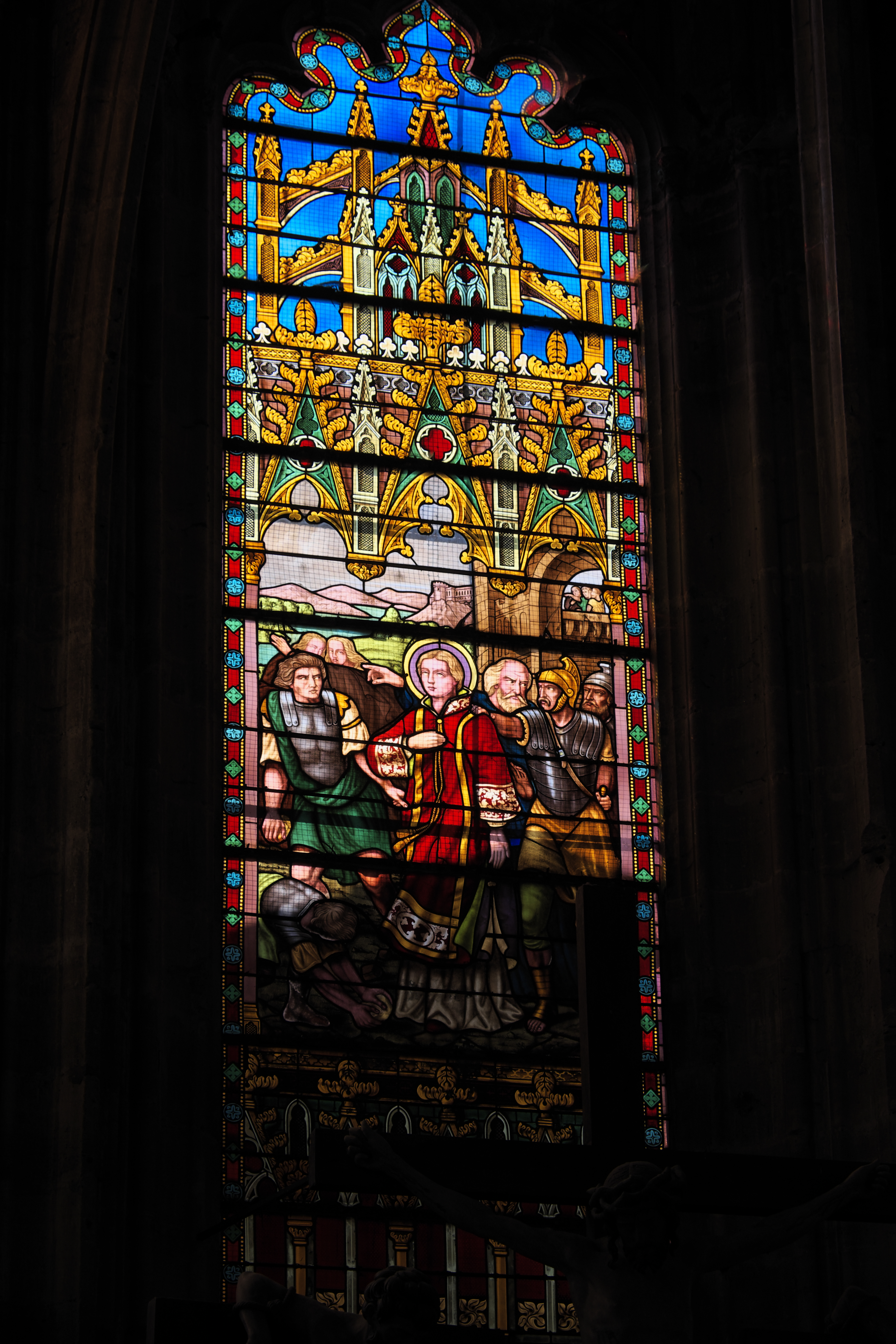
Détail sur vitrail de l'église Saint-Louis à Saint-Étienne.

À l’École nationale supérieure des beaux-arts  de Paris, il gagne deux médailles. En effet, il se présente au concours de la figure à deux reprises et finit troisième en 1841 et deuxième en 1843. Cette même année, il est exposé au Salon de Paris. En 1847, Charles Blanc lui passe sa première commande. Gabriel Tyr réalise alors Le Christ Mort qui est une huile sur toile représentant la tête de Jésus de trois-quarts qui ressort sur un fond d’étoffe dorée. Cette œuvre est bien accueillie par le critique d’art Théophile Gautier qui y consacre un article le 5 avril 1849 et débute une amitié qui durera toute sa vie. Alors que son activité parisienne semble prendre un nouvel élan, Victor Orsel meurt en 1850.
Gabriel Tyr est alors appelé à Lyon afin de finir le tableau votif intitulé Choléra que son maître avait commencé dans l’église basilique Notre-Dame de Fourvière. De 1850 à sa mort en 1868, l’œuvre de Gabriel Tyr se concentre surtout entre Lyon, Saint-Étienne et le Puy-en-Velay, bien qu’il envoie certaines de ses œuvres à l’Exposition universelle de 1855, par exemple. Gabriel Tyr est souvent assimilé à un peintre religieux. À Saint-Étienne, il réalise dans l’église de Saint-Louis les cartons des vitraux en 1858 puis répond à une commande de portrait pour échevin en 1861. À Lyon, il réalise des décors dans une chapelle privée de la Croix-Rousse en 1865 . En 1868, l’année de sa mort, il reçoit une commande pour décorer la cathédrale du Puy-en-Velay.
Après sa mort, l’œuvre de Gabriel Tyr est principalement absorbée par celle de Victor Orsel. Pour couvrir ses dettes, ce qui restait dans son atelier a été vendu par sa femme. Une partie de son travail reste, d’autre part, dispersée dans les familles pour qui il a réalisé des portraits . Sa collection est principalement visible au musée Crozatier au Puy-en-Velay.

### Vie privée
D’une première relation avec Marie Duc, qu'il n'épousera qu'en 1847, il a un fils en 1840, qu’ils appellent Hector-Gabriel. Gabriel Tyr le prend pour modèle lorsqu’il réalise son tableau l’Enfant Jésus enseignant présenté en 1850 au Salon de Paris. Les traits d’Hector Gabriel se retrouvent, également, dans le travail du sculpteur Guillaume Bonnet (sculpteur).
Guillaume Bonnet et Gabriel Tyr cultivent une amitié jusqu’à la mort de Tyr en 1868. Ils se rencontrent probablement à l’école des Beaux-arts de Lyon. En effet, Gabriel Tyr y entre en 1833 et Guillaume Bonnet en 1835. Quand Guillaume Bonnet intègre l’école des Beaux-Arts de Paris en 1842, Gabriel Tyr y étudie depuis cinq ans. Ils se soutiennent, Tyr en trouvant une place à Bonnet sur le chantier du Vieux Louvre et Bonnet en permettant à Tyr de signer sa première commande. C’est en effet Guillaume Bonnet qui le met en contact avec Charles Blanc. En 1865, ils travaillent tous les deux à la Maison mère des religieuses de Saint-Joseph, sur la Croix-Rousse.
L’hommage que rend Victor Smith à Gabriel Tyr en 1868 dépeint un homme social, apprécié de ses amis : « Tyr n’était pas de cette famille d’esprits tourmentés, ou très-inquiets, ou très-puissants, pour qui l’isolement est une nécessité » ». Amateur de chasse, il est dit qu’il n’assiste pas au Salon de Paris de 1850, où sa toile L’Enfant Jésus est présentée, car il a préféré être dans les bois.
Le travail de Gabriel Tyr est bien accueilli par les critiques dès ses premières réalisations. L’amitié qu’il entretient avec Théophile Gauthier  est un gage de reconnaissance. Ils semblent être en contact à partir de 1849 . La critique de Paul Normand, du 24 février 1854 dans Le Salut Public est un témoignage de ses liens : « M. Th. Gautier, au surplus a favorablement jugé ce même portrait à la dernière exposition de Paris lorsqu’il a écrit dans la Presse en le distinguant : « c’est tout bonnement un chef-d’œuvre ». L’opinion du célèbre critique a trop de poids pour ne pas l’accepter les yeux fermés surtout lorsqu’on est un peu de son avis ». Dans des correspondances entre Guillaume Bonnet et Gabriel Tyr, les deux hommes souhaitent faire venir Théophile Gautier à Saint-Étienne, mais ils concluent alors qu’il est trop installé dans sa routine parisienne.

## Œuvres

### Les peintures religieuses et mouvement nazaréen

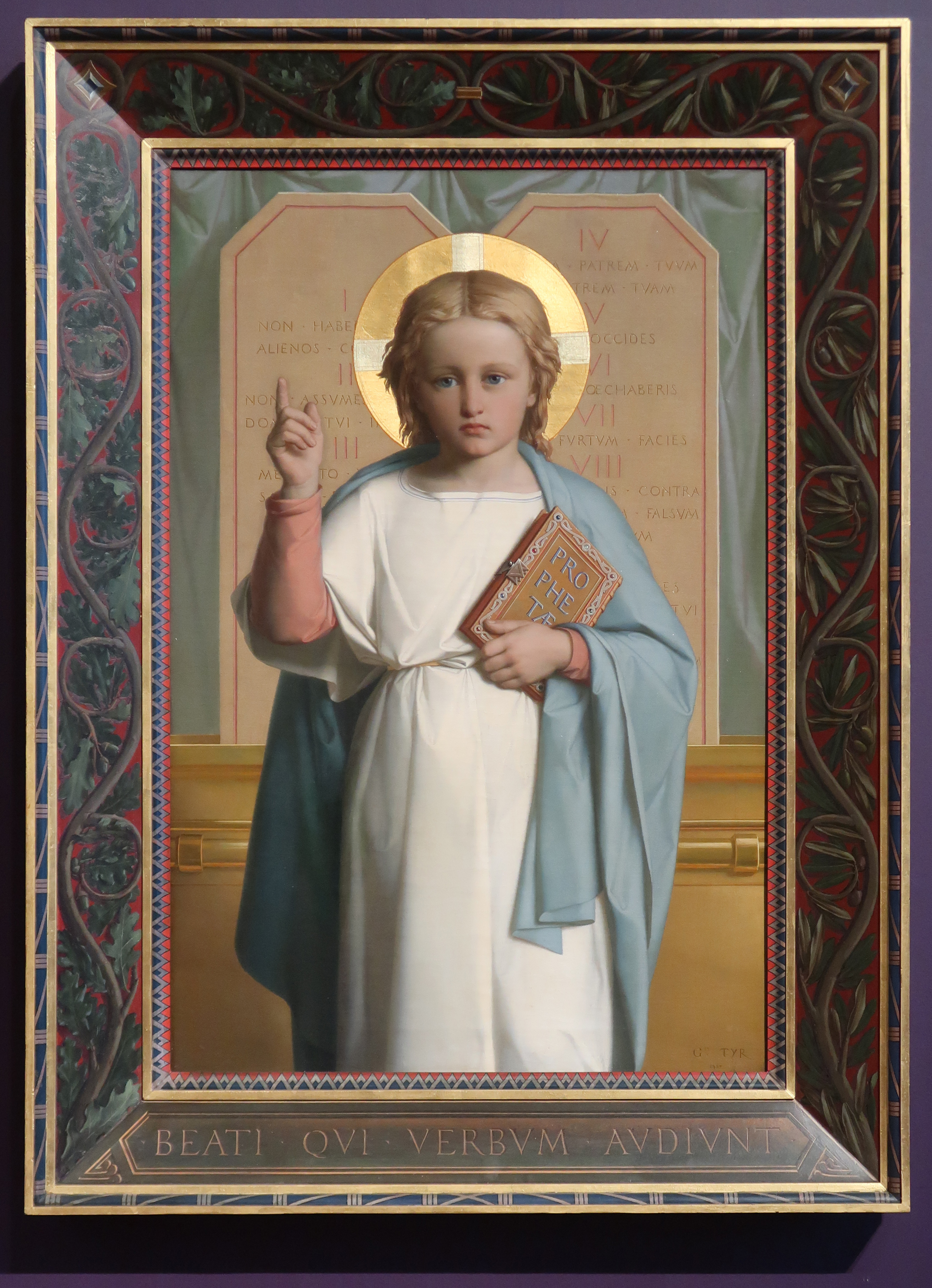
Le Christ enfant instruisant. Huile et or sur toile. 1850. Musée Crozatier au Puy-en-Velay

Gabriel Tyr s’est distingué pour ses tableaux à sujet religieux. Dans une critique tirée du Moniteur Universel de 1855 Théophile Gautier dit : « Gabriel Tyr s’est exclusivement adonné à l’art religieux. » . Son tableau le plus célèbre, L’Ancien et le Nouveau Testament est daté en 1849. Il présente au Salon de Paris de 1850 deux de ses toiles Le Christ Mort et L’Enfant Jésus. En 1855, son tableau L’Ange gardien est particulièrement remarqué. Bien accueilli par les critiques, le peintre semble cultiver un « goût pur et sévère ».
Les critiques aiment certainement en lui l’élève de Victor Orsel, qui est l’initiateur du mouvement nazaréen en France. Le mouvement nazaréen est lancé à partir de la seconde moitié du XIXe siècle, par les peintres germaniques à Rome et actif en France à partir de la Monarchie de Juillet. Le but de ce mouvement consiste à se recentrer sur un art chrétien, à faire un art pour Dieu, à exiger la conversion d’un plus grand nombre... Victor Orsel s’est formé en Italie de 1822 à 1830 dans l’école nazaréennes dont Johann Friedrich Overbeck est la principale figure. Il applique directement les principes de l’école à Notre-Dame-de-Lorette en utilisant un procédé nouveau à la cire. Le but était de faire jaillir dans l’église l’histoire religieuse. La fresque permet mieux que la peinture de chevalet d’utiliser tous les espaces à cet effet. Ce sont des peintures « anti-effet », c’est-à-dire que les symboles doivent être directement identifiables, puisqu’un des principes du mouvement était de convertir la population, notamment en rendant la bible pédagogique.
Formellement ce sont des compositions simples, avec une discrétion des accessoires, un équilibre des groupes et un emploi de couleurs claires, étendues en plage régulière. Lorsque Gabriel Tyr reprend Le Vœu du Choléra c’est en suivant les principes d’Orsel qui a mis en place le même programme qu’à Notre-Dame-de-Lorette.
Théophile Gautier implique Gabriel Tyr dans ce mouvement, il le compare fréquemment à Johann Friedrich Overbeck et à Fra Angelico . En fait, Fra Angelico, comme d’autres peintres primitifs, est apprécié par les nazaréens comme référence d’un art catholique. Fra Angelico a en effet représenté le Jugement Dernier, sujet qu’ils réintroduiront. Gabriel Tyr maîtrise bien le pastel, au point qu’un critique confondit sa technique avec de la peinture sur huile . La palette chromatique est claire : des roses, des beiges, des bleus clairs. Son œuvre L’Ange gardien est une des illustrations des sujets appréciés par les Nazaréens. Gabriel Tyr préfère montrer un ange qu’un putto. L’ange est coiffé à la « mode » nazaréenne : cheveux qui arrivent aux épaules et raie au milieu.

Une jeune fille d’environ quinze ans se tient devant une croix. L’ange lui montre les trois marches, dont les degrés représentent différentes vertus théologiques : caritas, spes, fides (charité, espoir, fidélité). La jeune fille devra gravir le sentier bordé d’un précipice pour rejoindre Marie. La pureté de la forme sert à enseigner aux incroyants. L’ange gardien est un motif apprécié par les Nazaréens puisqu’il favorise le combat contre l’impiété. L’ange est considéré comme un compagnon de tous les jours, il soude les fidèles entre eux.
Si le mouvement nazaréen appelle à se convertir, il s’inscrit en rupture avec la Restauration (histoire de France) . Concrètement, on passe d’un Dieu de la rigueur à un Dieu d’amour. Les couleurs employées sont symboliques : le bleu pour la Vierge Marie, le vert pour l’espérance… La peinture montre l’indivisibilité de l’Église qui est un corps. Par la figure de l’Enfant Jésus enseignant Gabriel Tyr rappelle comme les autres peintres du mouvement nazaréen que le Christ est la tête de l’Église et que les chrétiens en sont les membres. Le thème de l’apprentissage est également employé dans L’Ancien et Le Nouveau testament.

### Les peintures d'églises
À partir de 1850, la carrière de Gabriel Tyr se concentre donc surtout à Saint-Étienne et à Lyon. Fort de sa réputation après la réalisation de Choléra dans l’église basilique Notre-Dame de Fourvière, à Lyon, il est appelé en 1857 par la Société des amis des arts de Saint-Étienne à présenter quelques œuvres. L’année d’après, il collabore à l’élaboration des cartons pour les vitraux du chœur de l’église Saint-Louis à Saint-Étienne. En 1863, il décore deux absides d’une chapelle de la maison mère des religieuses de Saint-Joseph des Chartreux à Lyon. En 1865, il réalise les fresques sur deux tympans d’ogives de la chapelle du pensionnat de ses mêmes sœurs. En 1866, dans l’église Notre-Dame de Mongré à Villefranche-sur-Saône il peint des figures sur fond d’or dans une des chapelles.

### Gabriel Tyr et ses sujets profanes
Au Salon de Paris de 1861, Gabriel Tyr n’envoie plus de tableau à sujet religieux. Le Moniteur Universel du 9 juillet 1861 écrit par Théophile Gautier parle d’un portrait de Mademoiselle Marier au pastel et un tableau représentant La Vénus Anadyomène et l’Antigone.
Un grand nombre de familles à Saint-Étienne, à Lyon, au Puy-en-Velay ont des portraits de Gabriel Tyr. Le peintre a en effet toujours aimé cet exercice, au Beaux-Arts il peint son ami Guillaume Bonnet en 1845. En 1847, il réalise les portraits du couple Faure - Peyret, qui sont aujourd'hui au MAMC+. Ces commandes assoient sa notoriété qui a été louée par le Mémorial de la Loire, en 1857 .
Ainsi, de nombreuses commandes sont passées après la publication. Il réalise entre 1857 et 1868, plusieurs portraits de prêtres comme celui d’Auguste Coudour, en 1862 ou celui de Jean-Didier Bonjour en 1863.
Intéressé par l’étude de la figure des jeunes filles, il essaye de rendre un portrait ressemblant tout en n’éludant pas une part d’allégorie. Son portrait le plus connu reste sans nul doute La jeune fille portant un sistre réalisé en 1857 qui représente une jeune fille de profil portant une couronne de liserons et invoquant Orphée par la présence de son instrument. C’est une allégorie de la musique. Théophile Gautier, dans l’hommage qu’il fait à Gabriel Tyr après sa mort, dit : « Il était empreint de la naïve poésie des peintres primitifs, mais sans imitations d’imagerie… ». Ses portraits de figures féminines illustrent entre autres ce travail, il convient de citer ici : Le portrait de femme réalisé en 1857 ou Le portrait d’une belle jeune femme assise tenant un livre, qui est une huile sur toile datant de 1863.